# Ratio legis
Unter der Ratio des Gesetzes (lateinisch ratio legis) oder Ratio einer Norm verstehen Juristen den zu Grunde liegenden Hauptgedanken einer Rechtsnorm, den Grund, warum eine Norm besteht. Der Begriff wird somit im Sinne von (vernünftiges) Argument/Motiv/Beweggrund verwendet.
Die ratio legis stellt Ziel und Zweck einer Rechtsvorschrift dar, welche der Gesetzgeber in Form eines gesetzlichen Tatbestands (lex) definiert. Die ratio legis steht in einem Spannungsverhältnis zur lex. Im Normalfall bedeutet das, dass unbefriedigende Resultate in Einzelfällen in Kauf genommen werden, damit in den meisten Fällen das Regelungsziel erreicht werden kann.

## Zivilrecht
Die ratio legis ist das vorrangige Auslegungsprinzip und Kern der sogenannten teleologischen Auslegung, die sich am Gesetzeszweck orientiert. Dieser kann nur erfasst werden, wenn auf die Entstehungsgeschichte, Präambeln und Kommentare zurückgegriffen wird.

## Strafrecht
Man spricht (materiell gesehen) von einem „Strafüberhang“, wenn der gesetzliche Tatbestand über das eigentliche Regelungsziel hinausgeht. Reicht der gesetzliche Tatbestand weniger weit als die ratio legis, spricht man (materiell gesehen) von einer Straflücke.